# Lotto-Belisol/2014

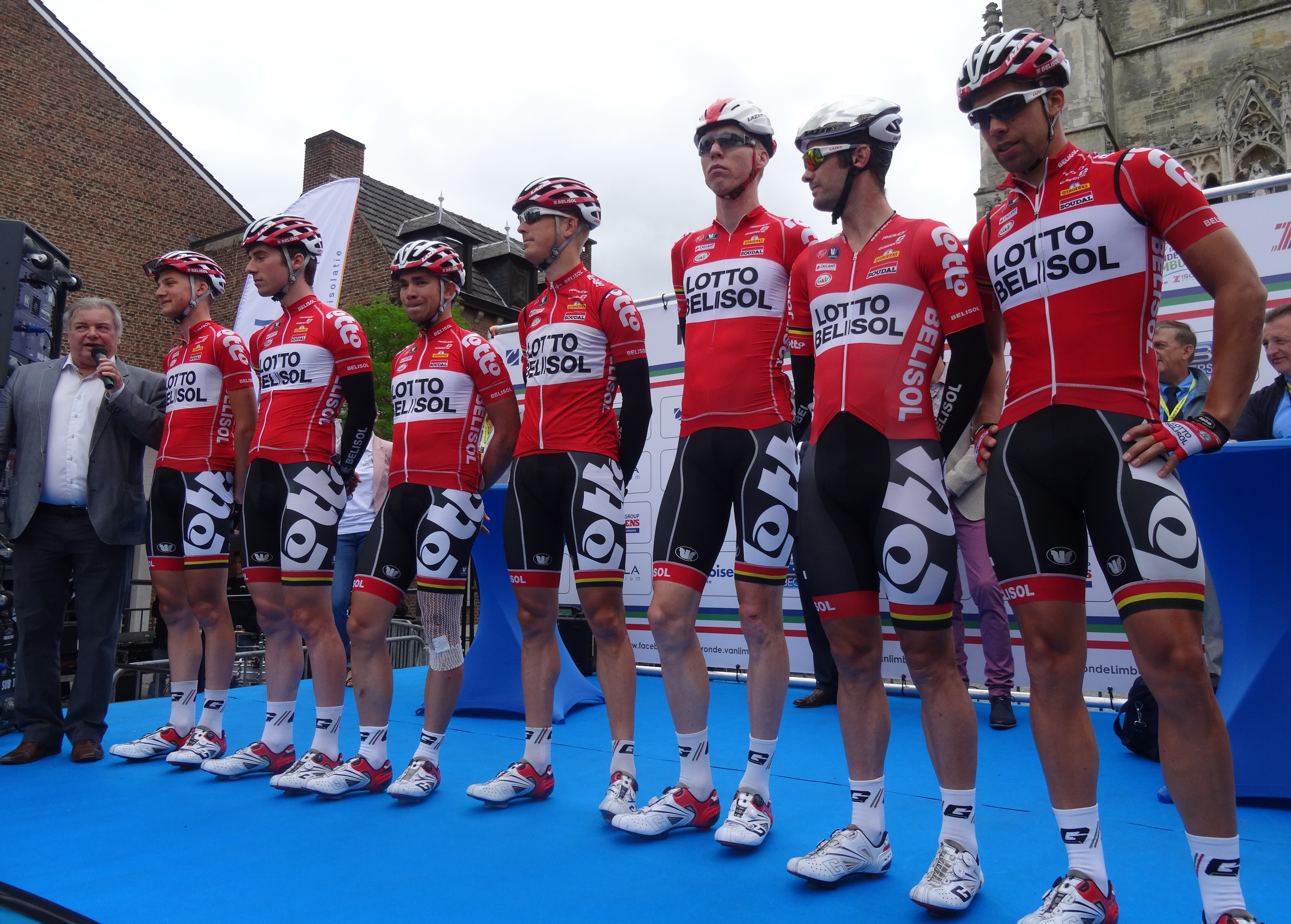
Lotto-Belisol bij de Ronde van Limburg, 15 juni 2014

Deze pagina geeft een overzicht van Lotto-Belisol in 2014.

## Algemene gegevens
Algemeen Manager: Marc Sergeant
Teammanager: Mario Aerts
Ploegleiders: Herman Frison, Jean-Pierre Heynderickx, Bart Leysen, Marc Wauters
Fietsmerk: Ridley
Kleding: Vermarc
Kopmannen: Maxime Monfort, Jurgen van den Broeck

## Renners
| Naam                       | Geboortedatum | Nationaliteit | Ploeg 2013                    |
| -------------------------- | ------------- | ------------- | ----------------------------- |
| Sander Armée               | 10-12-1985    | België        | Topsport Vlaanderen-Baloise   |
| Lars Ytting Bak            | 16-01-1980    | Denemarken    |                               |
| Kris Boeckmans             | 13-02-1987    | België        | Vacansoleil-DCM               |
| Vegard Breen               | 08-02-1990    | Noorwegen     | Joker Merida                  |
| Stig Broeckx               | 10-05-1990    | België        | Neo                           |
| Sean De Bie                | 03-10-1990    | België        | Leopard-Trek Continental Team |
| Jens Debusschere           | 28-08-1989    | België        |                               |
| Bart De Clercq             | 26-08-1986    | België        |                               |
| Kenny Dehaes               | 10-11-1984    | België        |                               |
| Gert Dockx                 | 04-07-1988    | België        |                               |
| Tony Gallopin              | 24-05-1988    | Frankrijk     | RadioShack-Leopard            |
| André Greipel              | 16-07-1982    | Duitsland     |                               |
| Adam Hansen                | 11-05-1981    | Australië     |                               |
| Greg Henderson             | 09-10-1976    | Nieuw-Zeeland |                               |
| Olivier Kaisen (tot 10-02) | 30-04-1984    | België        |                               |
| Pim Ligthart               | 16-06-1988    | Nederland     | Vacansoleil-DCM               |
| Maxime Monfort             | 14-01-1983    | België        | RadioShack-Leopard            |
| Jürgen Roelandts           | 02-07-1985    | België        |                               |
| Marcel Sieberg             | 30-04-1982    | Duitsland     |                               |
| Boris Vallée               | 03-06-1993    | België        | Color Code-Biowanze           |
| Jurgen Van den Broeck      | 01-03-1983    | België        |                               |
| Tosh Van der Sande         | 28-11-1990    | België        |                               |
| Dennis Vanendert           | 27-06-1988    | België        |                               |
| Jelle Vanendert            | 19-02-1985    | België        |                               |
| Jonas Van Genechten        | 16-09-1986    | België        |                               |
| Louis Vervaeke (vanaf 1-7) | 06-10-1993    | België        |                               |
| Tim Wellens                | 10-05-1991    | België        | Neo                           |
| Frederik Willems           | 08-09-1979    | België        |                               |
| Stagiairs                  |               |               |                               |
| Tiesj Benoot               | 11-03-1994    | België        |                               |
| Xandro Meurisse            | 31-01-1992    | België        |                               |
| Oliver Naesen              | 16-09-1990    | België        |                               |

### Vertrokken
| Renner              | Team 2014                                  |
| ------------------- | ------------------------------------------ |
| Dirk Bellemakers    | Gestopt                                    |
| Gaëtan Bille        | Vérandas Willems                           |
| Brian Bulgaç        | Giant-Shimano                              |
| Sander Cordeel      | Vastgoedservice-Golden Palace Cycling Team |
| Francis De Greef    | Wanty-Groupe Gobert                        |
| Joost van Leijen    | Gestopt                                    |
| Maarten Neyens      | Onbekend                                   |
| Vicente Reynés      | IAM Cycling                                |
| Fréderique Robert   | Wanty-Groupe Gobert                        |
| Jurgen Van De Walle | Gestopt                                    |

## Overwinningen
Tour Down Under
4e etappe: André Greipel
6e etappe: André Greipel
Bergklassement: Adam Hansen
Ronde van Qatar
5e etappe: André Greipel
Ronde van Oman
1e etappe: André Greipel
3e etappe: André Greipel
6e etappe: André Greipel
Puntenklassement: André Greipel
Parijs-Nice
Bergklassement: Pim Ligthart
Ronde van Drenthe
Winnaar: Kenny Dehaes
Nokere Koerse
Winnaar: Kenny Dehaes
World Ports Classic
1e etappe: André Greipel
Ronde van België
4e etappe: André Greipel
Ronde van Luxemburg
1e etappe: André Greipel
4e etappe: André Greipel
Ster ZLM Toer
3e etappe: Greg Henderson
5e etappe: André Greipel
Nationale kampioenschappen wielrennen
België - wegwedstrijd: Jens Debusschere
Duitsland - wegwedstrijd: André Greipel
Ronde van Frankrijk
6e etappe: André Greipel
11e etappe: Tony Gallopin
Ronde van Wallonië
1e etappe: Jens Debusschere
Ronde van Polen
4e etappe: Jonas Van Genechten
Eneco Tour
6e etappe: Tim Wellens
Eindklassement: Tim Wellens
Druivenkoers Overijse
Winnaar: Jonas Van Genechten
Brussels Cycling Classic
Winnaar: André Greipel
GP Fourmies
Winnaar: Jonas Van Genechten
Ronde van Spanje
19e etappe: Adam Hansen
GP Jef Scherens
Winnaar: André Greipel
Ronde van het Münsterland
Winnaar: André Greipel
Nationale Sluitingsprijs
Winnaar: Jens Debusschere
1985 · 1986 · 1987 · 1988 · 1989 · 1990 · 1991 · 1992 · 1993 · 1994 · 1995 · 1996 · 1997 · 1998 · 1999 · 2000 · 2001 · 2002 · 2003 · 2004 · 2005 · 2006 · 2007 · 2008 · 2009 · 2010 · 2011 · 2012 · 2013 · 2014 · 2015 · 2016 · 2017 · 2018 · 2019 · 2020 · 2021 · 2022 · 2023 · 2024 · 2025
AG2R-La Mondiale · Astana · Belkin Pro Cycling · BMC Racing Team · Cannondale Pro Cycling Team · Team Europcar · FDJ · Garmin Sharp · Giant-Shimano · Katjoesja · Lampre-Merida · Lotto-Belisol · Team Movistar · Omega Pharma-Quick-Step · Orica-GreenEdge · Team Sky · Tinkoff-Saxo · Trek Factory Racing